# Atlanta Open 2023
Atlanta Open 2023 a fost un turneu profesionist de tenis care s-a jucat pe terenuri dure. A fost cea de-a 35-a ediție a turneului și a făcut parte din circuitul ATP 2023. A avut loc la Atlantic Station din Atlanta, Statele Unite ale Americii, între 24 și 30 iulie 2023.

## Campioni

### Simplu
Pentru mai multe informații consultați Atlanta Open 2023 – Simplu

### Dublu
Pentru mai multe informații consultați Atlanta Open 2023 – Dublu

## Puncte și premii în bani

### Distribuția punctelor
| Probă  | C   | F   | SF | QF | R16 | R32 | Q   | Q2  | Q1  |
| Simplu | 250 | 150 | 90 | 45 | 20  | 0   | 12  | 6   | 0   |
| Dublu  | 250 | 150 | 90 | 45 | 0   | N/A | N/A | N/A | N/A |

### Premii în bani
| Probă  | C        | F       | SF      | QF      | R16     | R32    | Q2     | Q1     |
| Simplu | $112,125 | $65,405 | $38,450 | $22,280 | $12,940 | $7,905 | $3,955 | $2,155 |
| Dublu* | $38,960  | $20,850 | $12,230 | $6,830  | $4,020  | N/A    | N/A    | N/A    |

*per echipă